# Johann Melchior Dinglinger

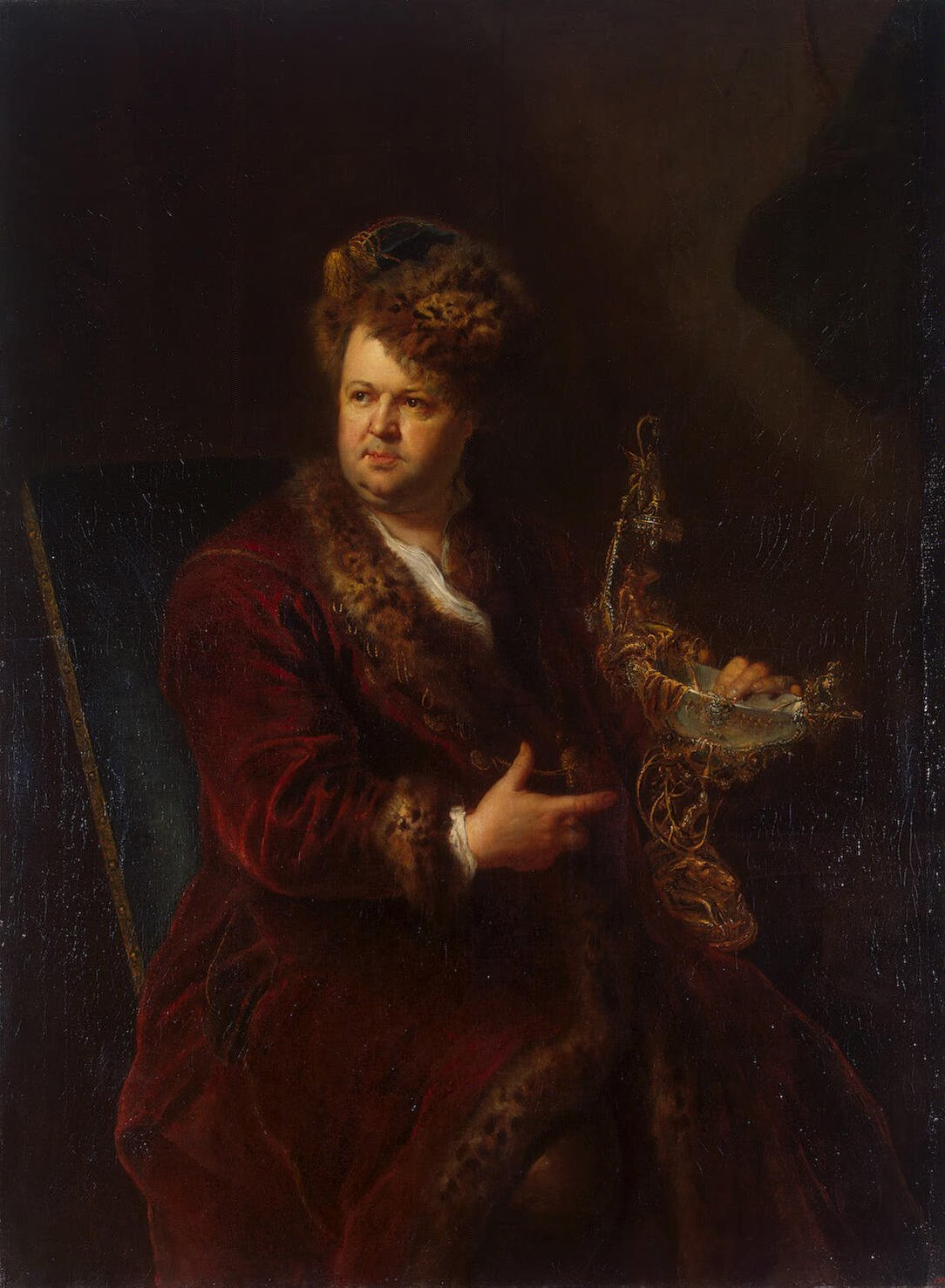
Johann Melchior Dinglinger, um 1721 porträtiert von Antoine Pesne

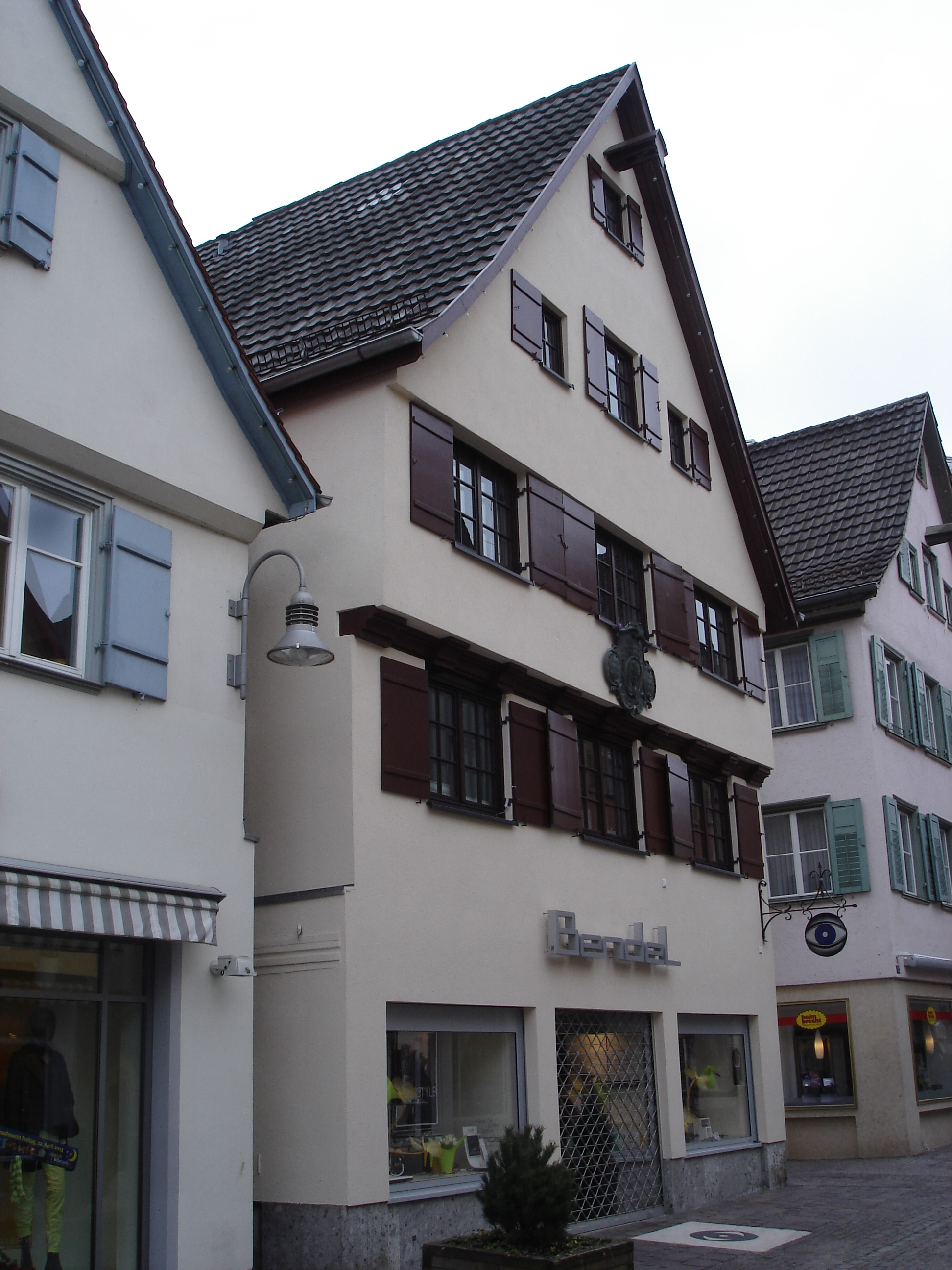
Dinglingers Geburtshaus in Biberach

Johann Melchior Dinglinger (* 26. Dezember 1664 in Biberach an der Riß; † 6. März 1731 in Dresden) war Hofgoldschmied in Dresden bei Kurfürst August dem Starken von Sachsen.

## Leben

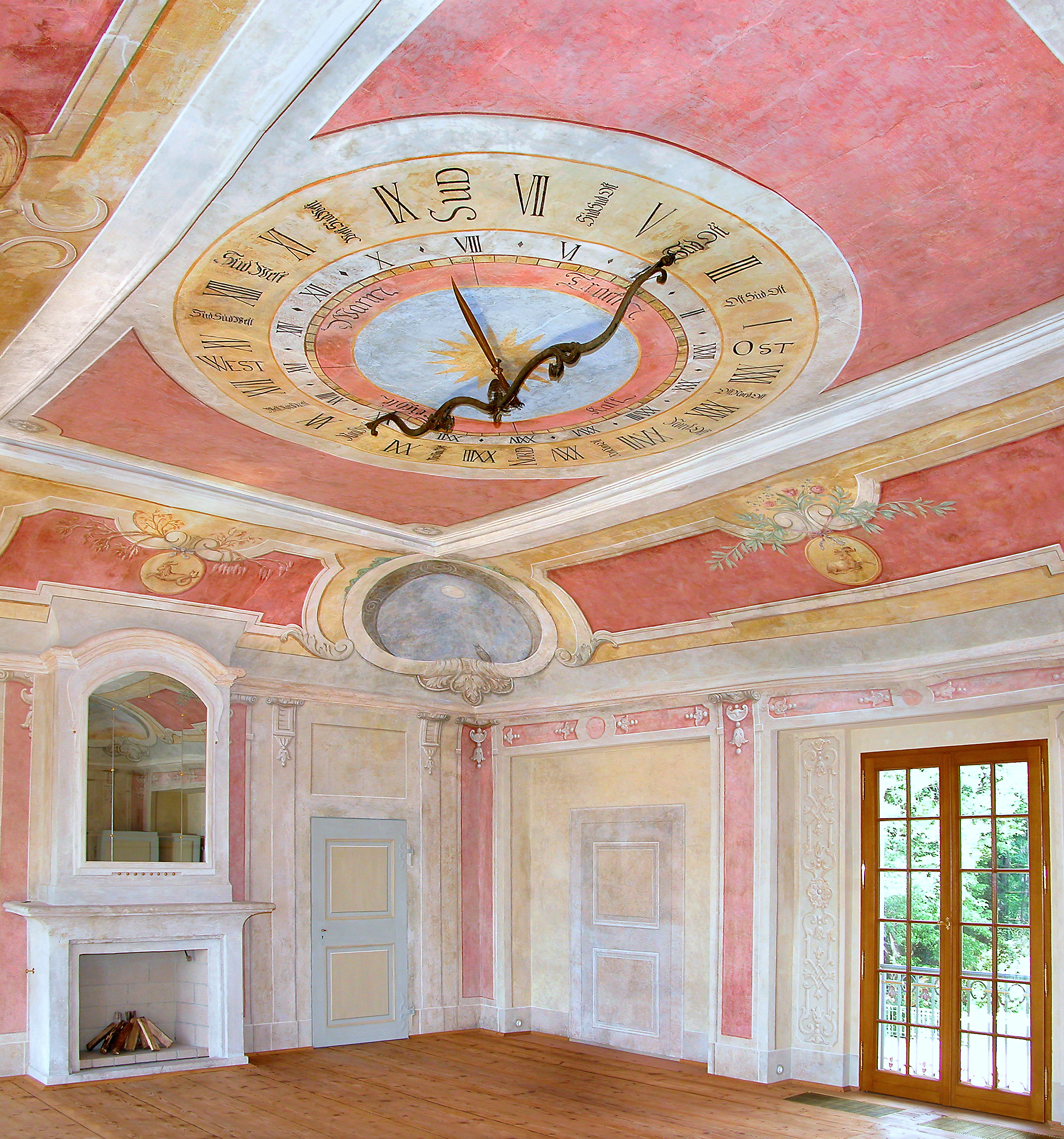
Dinglingers Weinberghaus in Dresden-Loschwitz

Johann Melchior Dinglinger wurde 1664 in Biberach geboren. Sein Vater war Messerschmied, sein Großvater mütterlicherseits Goldschmied. Er lernte das Goldschmiedehandwerk in Ulm. Er kam 1692 als Geselle nach Dresden, wo er 1693 in die Goldschmiedeinnung aufgenommen wurde. Im Jahr 1698 wurde er zum Hofjuwelier Augusts des Starken ernannt. Er arbeitete bis zu seinem Tod 1731 in Dresden, war fünfmal verheiratet und hatte 23 Kinder. Seine Grabstätte mit Schwibbogen auf dem alten Johanniskirchhof ist nicht erhalten.
Dinglinger gilt als einer der bedeutendsten Goldschmiede des Barock. Gemeinsam mit 14 Gesellen schuf Dinglinger in seiner Werkstatt prachtvolle Kunststücke, unter anderem das „Goldene Kaffeezeug“ und den „Hofstaat zu Delhi“ mit seinen 132 Figuren – ein Hauptwerk der barocken Juwelierkunst. Über eine halbe Million Taler hat der prunkliebende August seinem Hofjuwelier nachweisbar für seine Arbeit bezahlt, selbst in den Kriegszeiten setzten seine Bestellungen nicht aus. Auch der russische Zar Peter der Große schätzte die prunkvollen Arbeiten und gab mehrere Aufträge an den Dresdner Hofjuwelier.
Mit dem Dinglingerbrunnen setzte der Juwelier ein Denkmal besonderer Art. Sein ursprünglicher Standort war an einer Hofwand der Frauengasse 9. Hier wohnte Dinglinger. Das Haus zählte wegen seiner Kuriositäten – einer Sternwarte, Wetteruhr und Feuerspritze – zu den Dresdner Sehenswürdigkeiten. Im Siebenjährigen Krieg wurde das Haus in Brand geschossen und später wieder aufgebaut. Im Zweiten Weltkrieg wurden alle Gebäude des Neumarktviertels weitgehend zerstört, so auch das Dinglingerhaus. Der Brunnen blieb erhalten und ist seit 1966 am Gewandhaus angebracht. Dinglinger besaß zudem ein Landhaus mit Weinberg in Loschwitz, Dinglingers Weinberg auf der heutigen Schevenstraße.
Ein Sohn Johann Melchiors, Georg Friedrich Dinglinger († 1720), sicherlich ausgebildet in der väterlichen Werkstatt, ist als Verfertiger von Emailminiaturen mit Porträts deutscher Fürsten bekannt.

## Werke

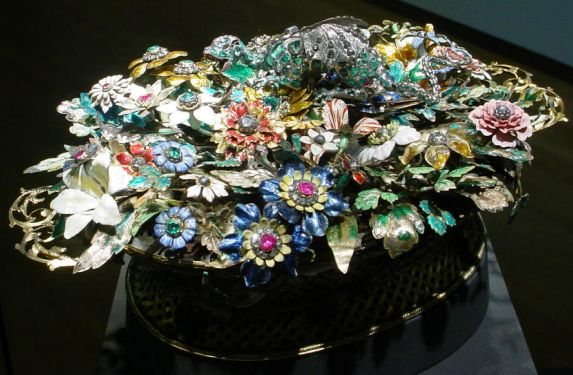
Blumenkorb (1697–1701) im Braith-Mali-Museum in Biberach an der Riß

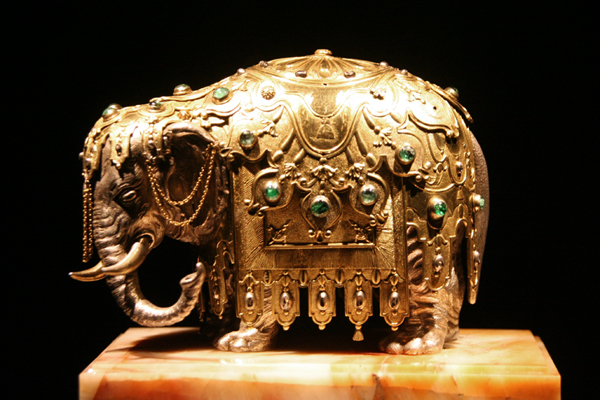
Gothaer Elefant (um 1720), Schloss Friedenstein

Seine Prunkwerke, zum Beispiel „Das goldene Kaffeezeug“ von 1701 oder das „Bad der Diana“, sind im Grünen Gewölbe in Dresden erhalten.
Sein berühmtestes Werk hat Dinglinger gemeinsam mit seinen Brüdern, dem Emailleur Georg Friedrich (1666–1720) und dem auf Juwelen spezialisierten Georg Christoph (1668–1728) sowie den Gehilfen seiner Werkstatt während acht Jahren zwischen 1701 und 1708 geschaffen: Den „Hofstaat zu Delhi am Geburtstag des Großmoguls Aureng-Zeb“; es besteht aus 132 goldenen, emaillierten Figuren, verziert mit 5.223 Diamanten, 189 Rubinen, 175 Smaragden, 53 Perlen und einem Saphir. Dinglinger erstellte die Arbeit ohne Auftrag und verkaufte das Kabinettstück an August den Starken für 60.000 Taler. Diese horrende Summe war nach der Besetzung Sachsens durch Karl XII. von Schweden für August nur schwer bezahlbar. Bis 1713 war der größte Teil der Summe beglichen.
Neben diesen Goldschmiedearbeiten entwarf Dinglinger große Schaustücke, die August der Starke fertigen ließ, um seine Gemmen und Kameen in künstlerischer Form zusammenzufassen, Schaustücke, an denen fast alle Techniken der Kleinkunst beteiligt sind. Daran schließt sich der sogenannte Obeliscus Augustalis, den Dinglinger in Gemeinschaft mit dem Edelsteinschneider Hübner und dem Hofjuwelier Döring anfertigte: er ist fast 2 Meter hoch und umfasst nicht weniger als 240 geschnittene Steine. Den Abschluss dieser Reihe und zugleich von Dinglingers Lebenswerk bilden die drei großen Kabinettstücke: der Frühling des Lebens, des Lebens höchste Freuden und das Ende des Lebens. Der Tempel des Apis endlich wurde erst nach Melchiors Tode in seiner Werkstatt vollendet.

Werke Dinglingers im Grünen Gewölbe in Dresden
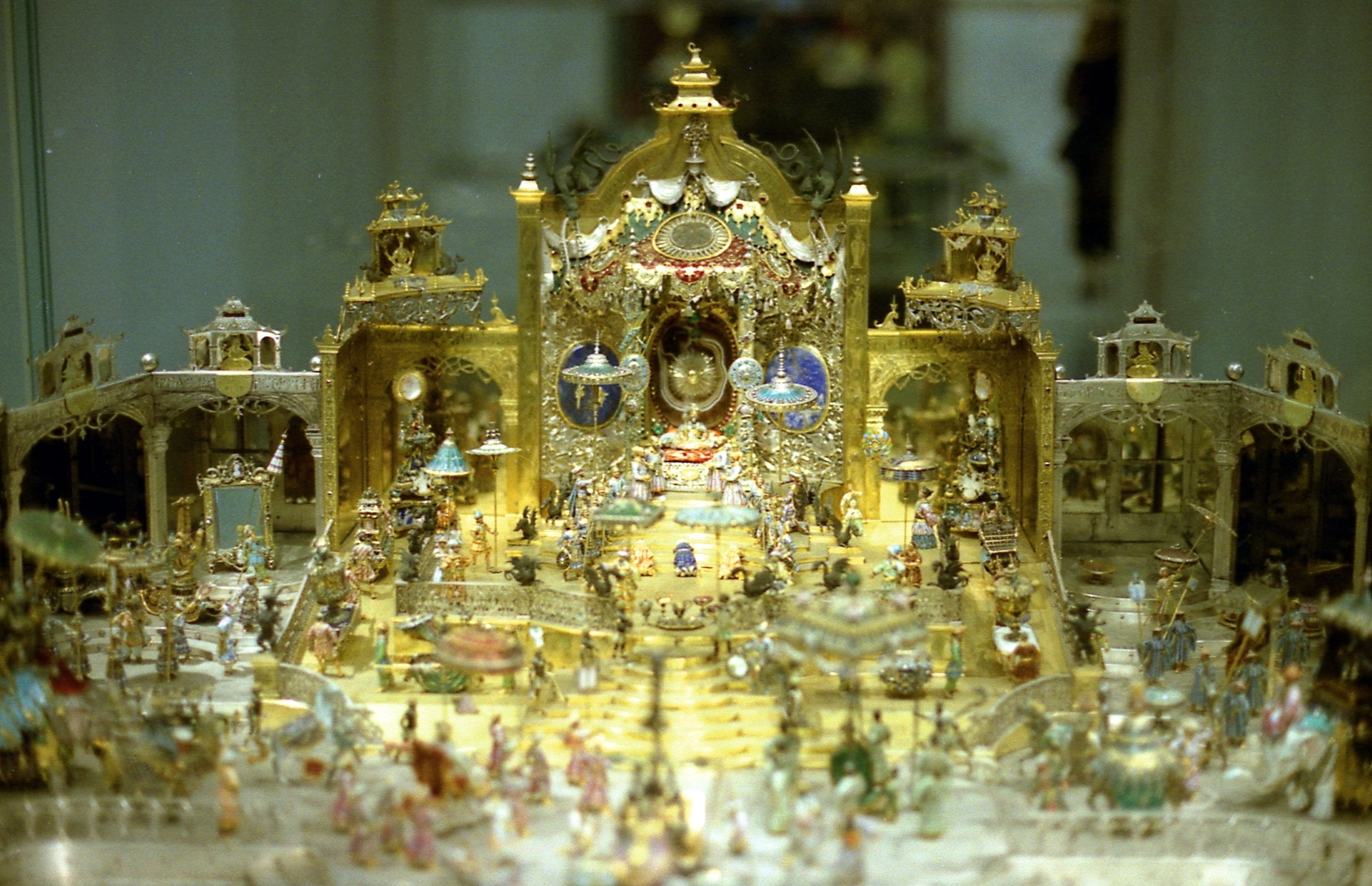
Hofstaat zu Delhi am Geburtstag des Großmoguls Aurangzeb
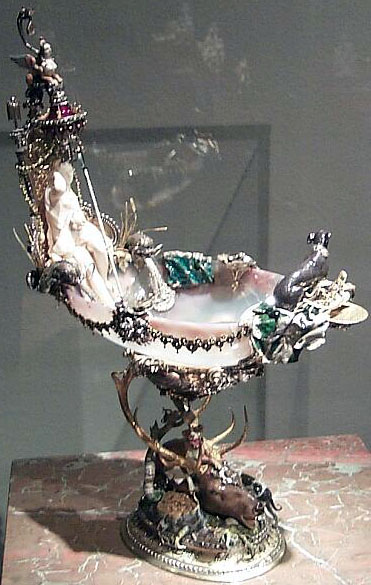
Bad der Diana
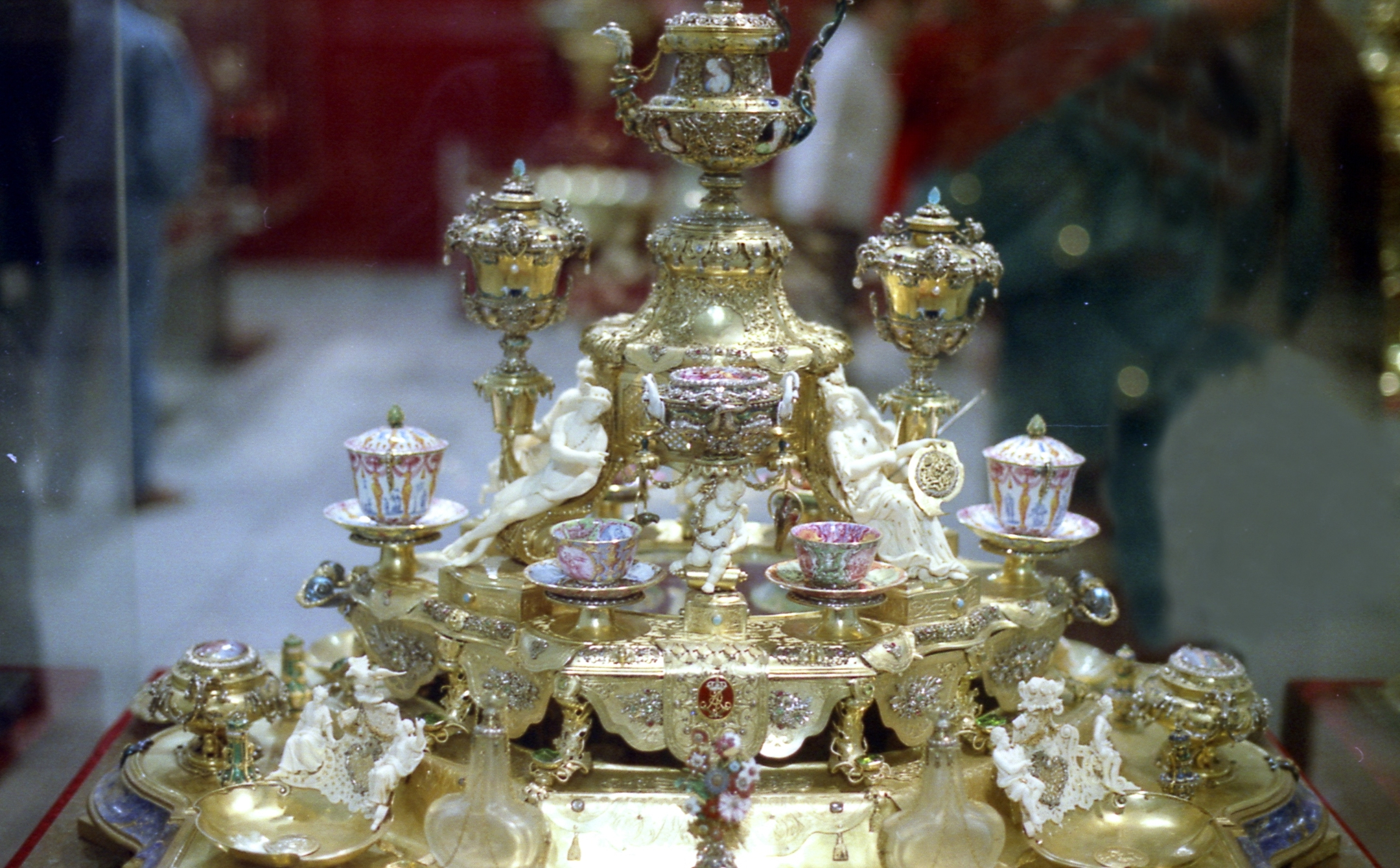
Das Goldene Kaffeezeug Pretiosen Coffe Zeug